# Antonio Gandino
Antonio Gandino (Brescia, 1560 - Brescia, 1630) est un peintre italien de l'époque maniériste (transition entre Renaissance et baroque) qui fut principalement actif à Brescia et à Bergame.

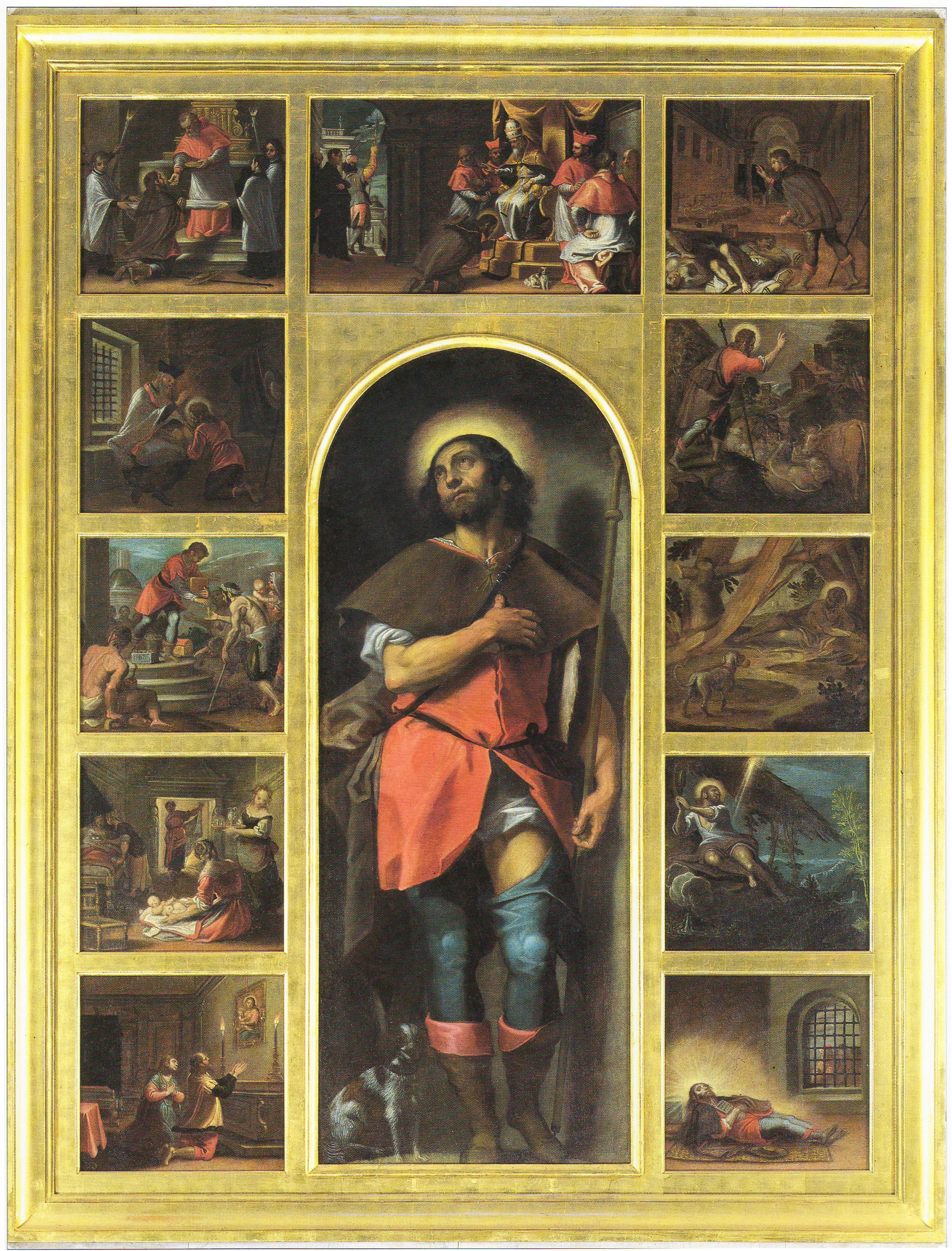
Polyptyque de saint Roch.

## Biographie
L'importance d'Antonio Gandino est limitée à la région de Brescia, mais son œuvre y a assuré le lien entre l'époque Renaissance et le goût baroque. Il faisait en effet partie du cercle étroit des architectes, peintres et sculpteurs brescians qui ont affronté le passage délicat entre les deux époques, c'est-à-dire le Maniérisme, jetant les bases du Baroque dans cette ville.

## Œuvres

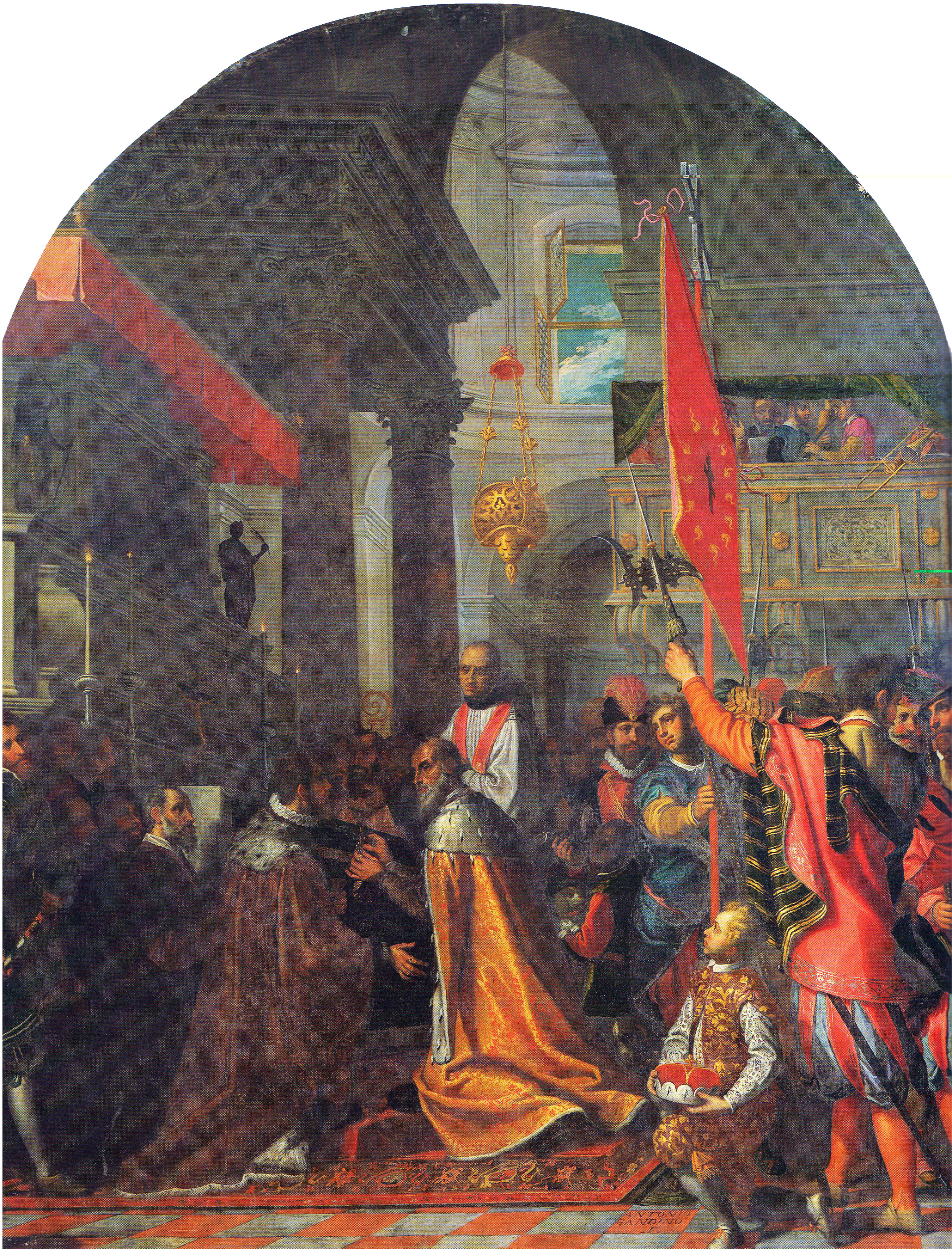
Donazione di Namo di Baviera

On conserve un certain nombre de ses œuvres, localisées principalement dans les églises de Brescia et de sa région.
- Polittico di San Rocco, vers 1590, église Saint-Nazaire-et-Saint-Celse de Brescia, Brescia (premier autel à droite)[1] ;
- Donazione di Namo di Baviera, huile sur toile, 1605-1606, Duomo Vecchio de Brescia ;
- Quatre toiles de dimensions modestes pour l'église Saint-Laurent représentant saint Vincent de Saragosse, l'évêque de Brescia San Ottaziano, San Vigilio et San Lorenzo ;
- Marie Madeleine, retable de l'autel droit de l'église Santa Maria della Carità ;
- Madonna dei Sette Dolori (Vierge des sept douleurs), retable du second autel droit de l'église paroissiale de Padenghe sul Garda (province de Brescia) ;
- Retable du huitième autel gauche de l'église San Giuseppe (Saint-Joseph) de Brescia ;
- San Carlo Borromeo con Madonna e angeli en l'église paroissiale de Cigole ;
- Martirio di Santa Barbara, con la Vergine, il Bambino in gloria, tra i Santi Filippo e Giacomo, Cathédrale d'Asola (province de Mantoue).